# 玛格丽特·哈里曼
玛格丽特·哈里曼（英語：Margaret Harriman，1928年—2003年9月20日），南非女子射箭、飞镖射箭、草地滚球、游泳、田径运动员。她曾代表罗得西亚、南非参加1960年、1964年、1968年、1972年、1976年和1996年夏季残疾人奥林匹克运动会，获得十一枚金牌、二枚银牌和四枚铜牌。